# پولا (مجارستان)
پولا (به مجاری:  Pula) یک شهرداری در مجارستان است که در وسپرم واقع شده‌است. پولا ۱۴٫۶۴ کیلومتر مربع مساحت و ۲۳۰ نفر جمعیت دارد.